# 亞歷山大公園站
亞歷山大公園站（羅馬化：Aleksandrovsky Sad）是莫斯科地鐵菲利線的一個車站，開通於1935年5月15日，是莫斯科地鐵最早開通的車站之一。